# Bernard Piotr Wojciechowski
Bernard Piotr Wojciechowski este un om politic polonez, membru al Parlamentului European în perioada 2004-2009 din partea Poloniei.
1. ↑  Deputații în Parlamentul European